# Jonas Andersson (pływak)
Jonas Carl Andersson  (ur. 6 lutego 1984 w Sztokholmie) – szwedzki pływak, specjalizujący się głównie w stylu klasycznym.
Brązowy medalista mistrzostw Europy w sztafecie 4 x 100 m stylem zmiennym.
Uczestnik Igrzysk Olimpijskich 2008 z Pekinu na 100 m stylem klasycznym (31. miejsce) oraz w sztafecie 4 x 100 m stylem zmiennym (11. miejsce).